# Euphorbia aucheri
Euphorbia aucheri är en törelväxtart som beskrevs av Pierre Edmond Boissier. Euphorbia aucheri ingår i släktet törlar, och familjen törelväxter. Inga underarter finns listade i Catalogue of Life.